# Héctor Marcelino García
Héctor Marcelino García (Río Gallegos, Santa Cruz, 1 de enero de 1945), alias Chicho, es un político y abogado argentino, perteneciente al Partido Justicialista, que ocupó interinamente el cargo de Gobernador de la Provincia de Santa Cruz durante siete meses, tras la renuncia del gobernador José Ramón Granero, entre el 15 de marzo hasta el 10 de diciembre de 1991, cuando entrega el cargo al gobernador electo, Néstor Kirchner.

## Carrera
Se desempeñó como diputado provincial entre 1987 y 1991, alcanzando a ser vicepresidente de la Cámara de Diputados, con Ricardo Jaime del Val como gobernador; con la destitución de este, el vicegobernador José Ramón Granero, abandona la presidencia de la Cámara para asumir la gobernación, inicialmente Cristina Fernández ocupa el cargo, pero García queda desempeñando el cargo de Granero en la legislatura tiempo después.
Su antecesor Granero se ve obligado a renunciar tras una grave crisis en la provincia por la virtual cesación de pagos a empleados públicos. Firmó en Puerto Deseado, un acuerdo con Carlos Menem, por el cual la nación reconocía a la provincia el cobro de unos 480 millones de dólares, que luego alcanzaron a 630 millones de dólares, por regalías petroleras mal liquidadas. Los fondos que se cobrarían en años posteriores, le sirvieron a su sucesor, Néstor Kirchner para su gestión, aunque jamás se recibieron.
Tras abandonar su cargo como gobernador, se retiró completamente de la política. Está casado con Marta Arana, con quien tiene cuatro hijas. Una de ellas, la odontóloga María Rocío, es funcionaria del Ministerio de Salud de la Nación, y se encuentra en pareja con el hijo de Kirchner, Máximo.García y Kirchner casi no tuvieron trato. El padre de María Rocío se refugió en la actividad privada y ya no volvería a la vida política.